# Livada
Livada es un pueblo ubicado en el municipio de Struga, en la región Sudoeste, Macedonia del Norte.

## Superficie
Posee una superficie de 3,551 kilómetros cuadrados.

## Demografía
Hasta 2021 la población era de 1132 habitantes, con una densidad de población de 318,8 habitantes por kilómetro cuadrado.
| Gráfica de evolución demográfica de Livada entre 1981 y 2021                         |
|                                                                                      |
| Datos según Population statistics of Eastern Europe & former USSR y City Population. |